# Passel Pond
Der Passel Pond ist ein kleiner Schmelzwassersee im westantarktischen Marie-Byrd-Land. In den Denfeld Mountains der Ford Ranges liegt er südwestlich der Basis von Mount Passel.
Teilnehmer der United States Antarctic Service Expedition (1939–1941) nahmen die erste Kartierung vor. Das Advisory Committee on Antarctic Names benannte ihn 1970 in Anlehnung an die Benennung des gleichnamigen Bergs. Dessen Namensgeber ist Charles Fay Passel (1915–2002), Geologe und Funker bei dieser Forschungsreise.